# Pagode do Cavalo Branco
O Pagode do Cavalo Branco é um pagode localizado em Dunhuang, Gansu, China, que foi construído para comemorar Tianliu, o cavalo branco do monge Budista Kumārajīva, que levou escrituras Budistas de Kucha até Dunhuang, na China, por volta do ano de 384.
O pagode fica localizado a cerca de 2 km ao sudoeste do centro da cidade de Dunhuang. Foi restaurado na era do imperador Daoguang (1821-1851), e novamente em 1992. Sua altura é de 12 metros, e tem um diâmetro de 7 metros. Ele consiste em 9 níveis no total. O exterior é construído de tijolos de adobe, e é preenchido com uma mistura de grama e lama, com adição de cal. A base é em forma de uma roda de oito raios. O primeiro nível tem quatro lados, enquanto os níveis de 2 a 4 possuem mais cantos; o quinto nível é decorado com bordas em formato de flor de lótus; o sexto é em forma de uma tigela virada de cabeça para baixo; o sétimo nível tem o formato de uma roda, enquanto o oito nível tem uma placa hexagonal no topo do pagode, com grandes sinos pendurados ao vento em cada um dos cantos. Acima desse, ficam bolas de metal, montadas por um tridente. Os habitantes locais dizem que o carrilhão dos sinos é um eco do relincho do cavalo.

## História

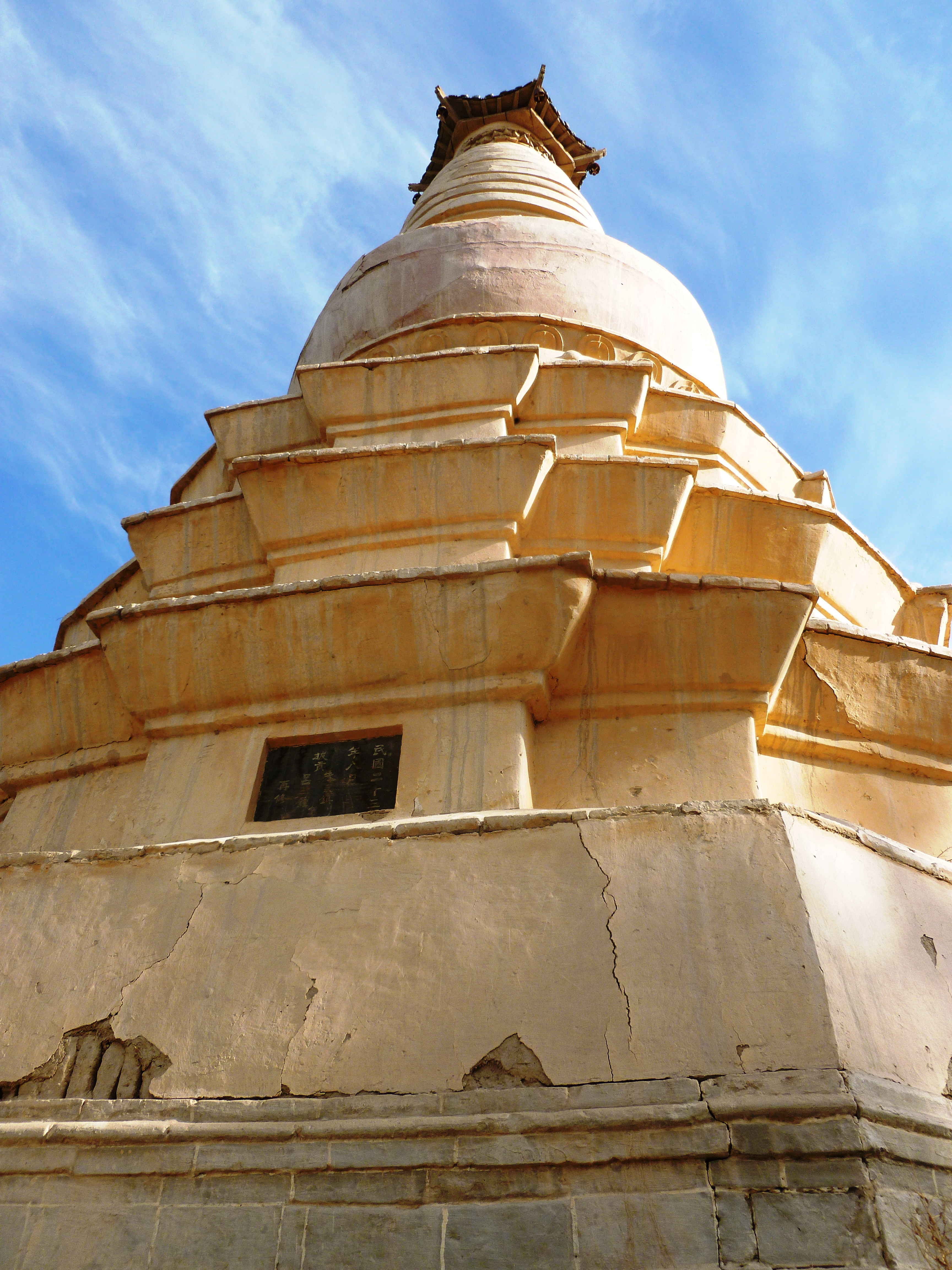
Detalhe de um dos andares do pagode

Kumārajīva, um monge budista muito reverenciado e também um tradutor, nasceu na cidade-estado de Kucha, filho de uma princesa, Kuchean, e um brâmane da Caxemira. Seu cavalo, Tianlu, percorria caminhos atravessando montanhas e rios com fortes correntes, cruzando as águas caldantes quando necessário.
De acordo com a lenda, quando Kumārajīva atingiu a antiga cidade de Shazhou (agora Dunhuang), ele decidiu fazer uma parada de vários dias no templo Puguang, para pregar sobre as escrituras. Pouco antes de sua partida, Tianliu caiu doente, e faleceu logo depois. Devastado pela morte de seu único companheiro de viagem, Kumārajīva construiu uma pagoda de nove andares, que contém relíquias de Buda e homenageia seu cavalo. [1]
O Sutra do Diamante (em Sânscrito: Vajracchdikāprajñāpāramitāsūtra), um dos escritos de Kumārajīva trazidos para a China, foi traduzido pela primeira vez por ele para a língua chinesa no ano de 402, tornando-se a versão mais popularmente lida, copiada e recitada do sutra na China.  Uma cópia impressa de seu sutra, encontrada em 1910 nas Grutas de Mogao, perto de Dunhuang, foi datada do ano de 868, o que o torna o mais antigo livro impresso e datado do mundo.
A cópia foi recentemente restaurada pela Biblioteca Britânica. O processo de restauração durou sete anos no total, indo de 2003 até 2010,.